# Oluközü, Akdağmadeni
Oluközü là một thị trấn thuộc huyện Akdağmadeni, tỉnh Yozgat, Thổ Nhĩ Kỳ. Dân số thời điểm năm 2010 là 2.242 người.